# Canthium spirostylum
Canthium spirostylum är en måreväxtart som beskrevs av Friedrich Anton Wilhelm Miquel. Canthium spirostylum ingår i släktet Canthium och familjen måreväxter.
Artens utbredningsområde är Sumatera. Inga underarter finns listade i Catalogue of Life.